# دژ رانیکوت
دژ رانیکوت (سندی: رنی کوٽ، اردو: قِلعه رانی کوٹ) تاریخی یک قلعه تاریخی تالپور در نزدیکی سن، منطقه جمشورو، سند، پاکستان است. قلعه رانیکوت به عنوان دیوار بزرگ سند نیز شناخته می‌شود و اعتقاد بر این است که  با محیطی تقریباً ۳۲ کیلومتر (۲۰ مایل) بزرگترین قلعه جهان است. باروهای این قلعه با دیوار چین مقایسه شده‌است. 
این سایت در سال ۱۹۹۳ توسط کمیسیون ملی پاکستان برای وضعیت میراث جهانی یونسکو نامزد شد و از آن زمان در فهرست آزمایشی سایت‌های میراث جهانی یونسکو قرار دارد. این قلعه تحت قانون آثار باستانی، ۱۹۷۵ و اصلاحات بعدی آن به عنوان یک مکان تاریخی فهرست شده‌است و حفاظت از آن ارائه می‌شود.

## محل
قلعه رانیکوتدر ۹۰ کیلومتری شمال حیدرآباد در بزرگراه سند قرار دارد.  همچنین در بزرگراه ایندوس از کراچی به سن یک ساعت راه دسترسی آسان وجود دارد. یک جاده انحرافی که با فاصله کمی از سان، نزدیک‌ترین شهر، شروع می‌شود، در امتداد جاده ناهموار ۲۱ کیلومتری (۱۳ مایل) به قلعه منتهی می‌شود و به دروازه شرقی قلعه، معروف به دروازه سان، می‌رسد.  سان یک ریل راه‌آهن در خط کوتری-لارکانا از راه‌آهن پاکستان است.  این قلعه در داخل پارک ملی کیرتار، دومین پارک ملی بزرگ پاکستان قرار دارد. 

## تاریخ
هدف اصلی و معماران قلعه رانیکوت ناشناخته است. قبلاً اعتقاد بر این بود که این قلعه در زمان حکومت‌های ساسانیان، سکاها، اشکانیان یا یونانیان باختری ساخته شده‌است 